# أودايبا

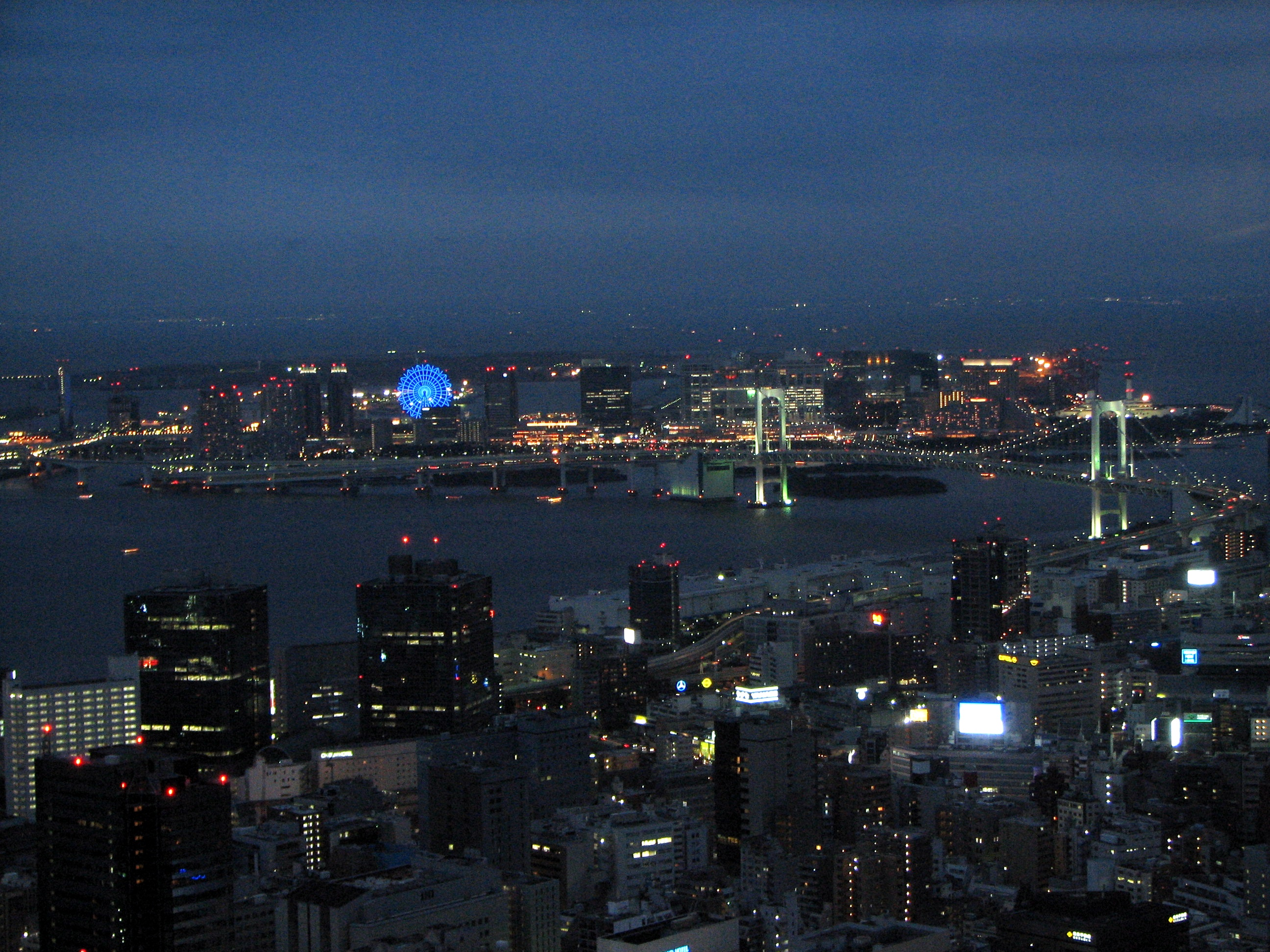
منظر لأودايبا وجسر قوس قزح في الليل

أودايبا (باليابانية: お台場) هي جزيرة اصطناعية كبيرة في خليج طوكيو، اليابان، يصلها بوسط طوكيو جسر قوس قزح. بنيت في البداية لأغراض دفاعية في خمسينات القرن التاسع عشر، وتوسعت بشكل هائل في أواخر القرن العشرين باعتبارها منطقة ميناء بحري، وأصبحت منذ تسعينات القرن العشرين من المناطق التجارية والسكنية والترفيهية الرئيسية في طوكيو.

## التاريخ

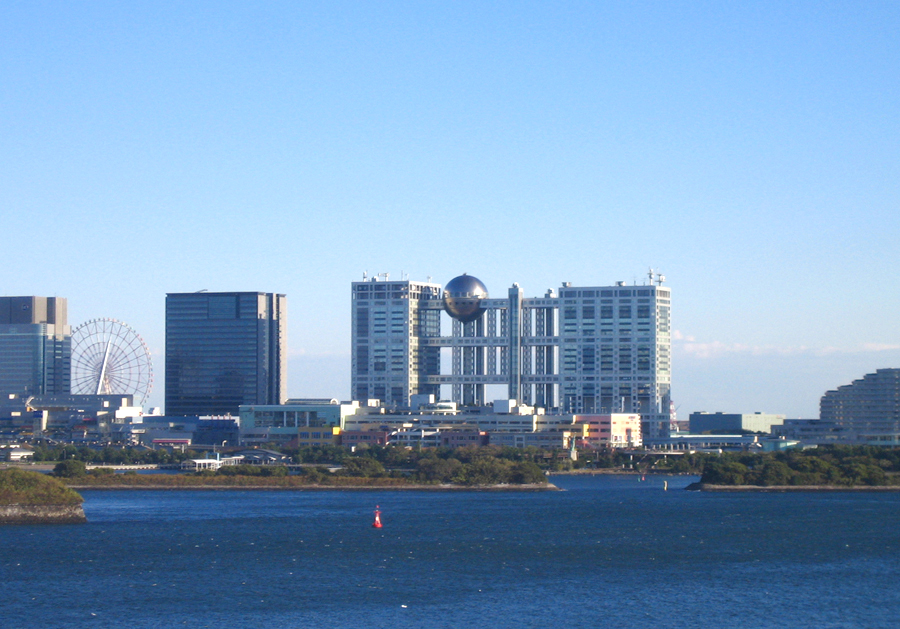
منظر لأودايبا من طرف مبنى تلفزيون فوجي

اسم أودايبا يأتي من سلسلة من ست جزر للحراسة شيدت في عام 1853 من قبل شوغونية توكوغاوا من أجل حماية إيدو من الهجمات عن طريق البحر، وكان التهديد الرئيسي على يد القائد ماثيو بيري ربان السفن السوداء الذي وصل في العام نفسه. وكلمة «أودايبا» اليابانية تشير إلى المدافع التي كانت موجودة على الجزر.

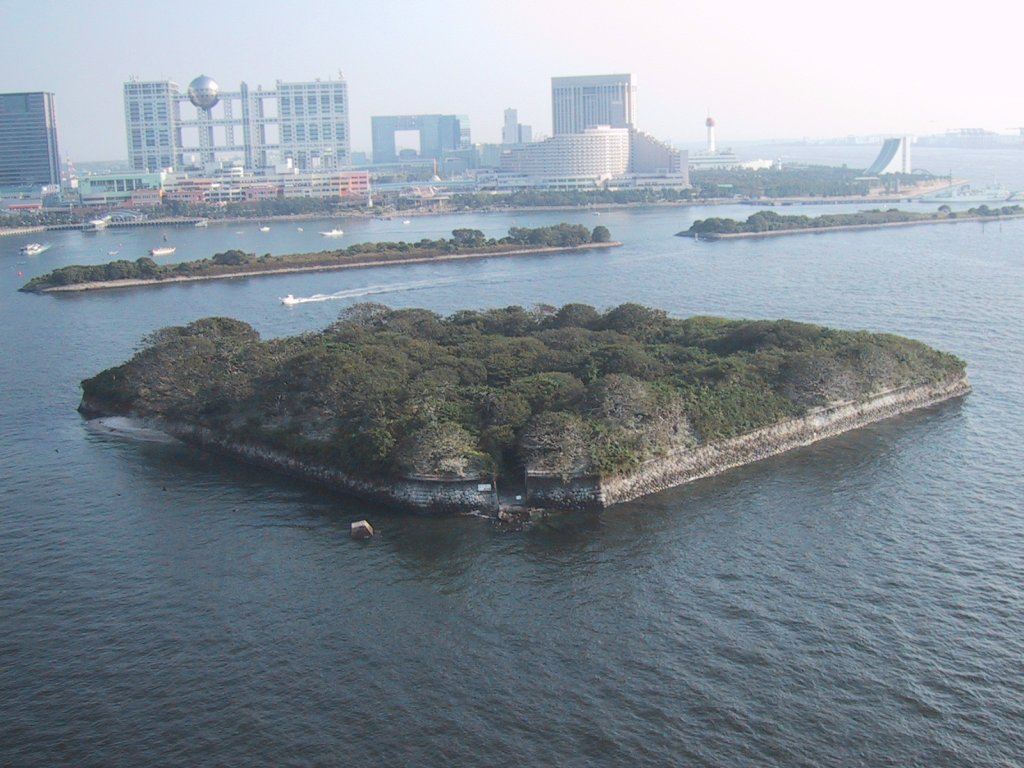
الجزيرة السادسة المتبقة، من جسر قوس قزح.

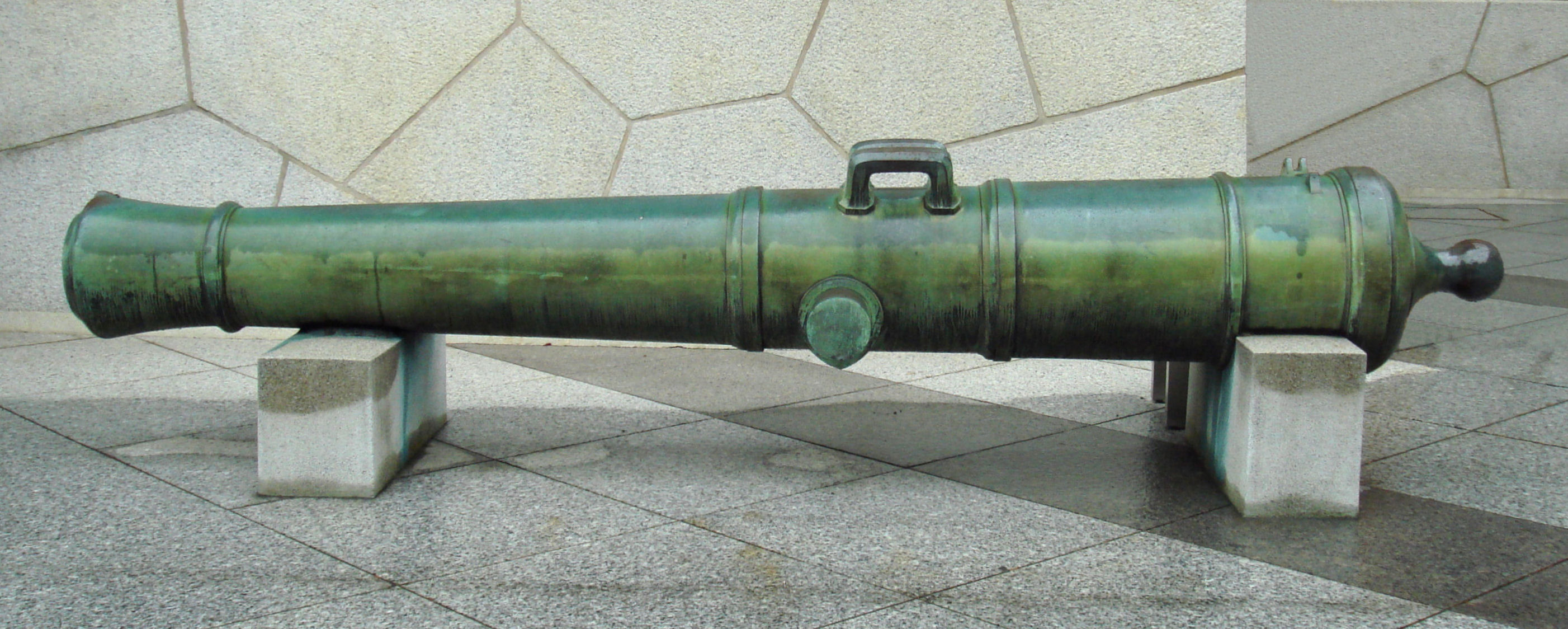
أحد المدافع التي كانت موضوعة في أودايبا، محفوظ في ضريح ياسوكوني.

من بين 11 مجموعة مدفعية مخططة، نفذ خمسة فقط. أما جزيرة أودايبا الحديثة فقد بدأت بالتبلور عند فتح ميناء طوكيو في 1941. حتى منتصف ستينات القرن العشرين أزيلت جميع المتاريس ما عدا اثنتين وذلك لتسهيل العبور للسفن أو دمجت مع ميناء شيناغاوا. في عام 1979 انتهت أعمال طمر الأرض بالنفايات، وتم الانتهاء من ربط الجزيرة الثالثة مع البر الرئيسي أما الجزيرة السادسة فقد تركت على شكلها الطبيعي.
بدأ محافظ طوكيو شوينتشي سوزوكي خطة لتطوير أودايبا في أوائل 1990 كمنطقة عرض لنمط المعيشة المستقبلية السكنية والتجارية، حيث بلغ عدد سكانها أكثر من 100,000 نسمة.وتم إعادة جدولة خطة التطوير لتكتمل في الوقت المناسب «للمعرض الدولي الحضري» في ربيع 1996.
أوقف خليفة سوزوكي يوكيو أشيما الخطة في عام 1995، والتي كان قد صرف عليها أكثر من 1 تريليون ين ياباني، وكانت أودايبا لا تزال غير مسكونة ومليئة بالأماكن الخالية.بإيقاف المشروع فإن الكثير من الشركات الخاصة التي تشكلت لتطوير الجزيرة أعلنت إفلاسها. كان من أهم عوامل إيقاف المشروع هو انهيار الفقاعة الاقتصادية، لأنها أحبطت التنمية التجارية في طوكيو بشكل عام. كما أن المنطقة نظر إليها على أنها غير ملائمة للأعمال التجارية، وذلك لأن خطوط المواصلات مع طوكيو عبر جسر قوس قزح وخط يوريكامومه للنقل السريع من وإلى وسط طوكيو تستغرق وقتا طويلا نسبيا.
بدأت المنطقة بالعودة إلى الحياة في أواخر تسعينات القرن العشرين باعتبارها منطقة سياحية وترفيهية، مع إنشاء عدد كبير من الفنادق ومراكز التسوق. نقل العديد من الشركات الكبيرة بما فيها تلفزيون فوجي مقرها إلى الجزيرة، وتحسنت خطوط النقل والاتصال مع إنشاء خط رينكاي التابع لشركة جيه آر الشرق في عام 2002، وامتداد خط يوريكامومه شرقا ليصل إلى تويوسو في عام 2006. كما أن طوكيو بيغ سايت أصبح مركز هام لاستضافة المعارض والمؤتمرات المحلية والدولية.

## أماكن سياحية

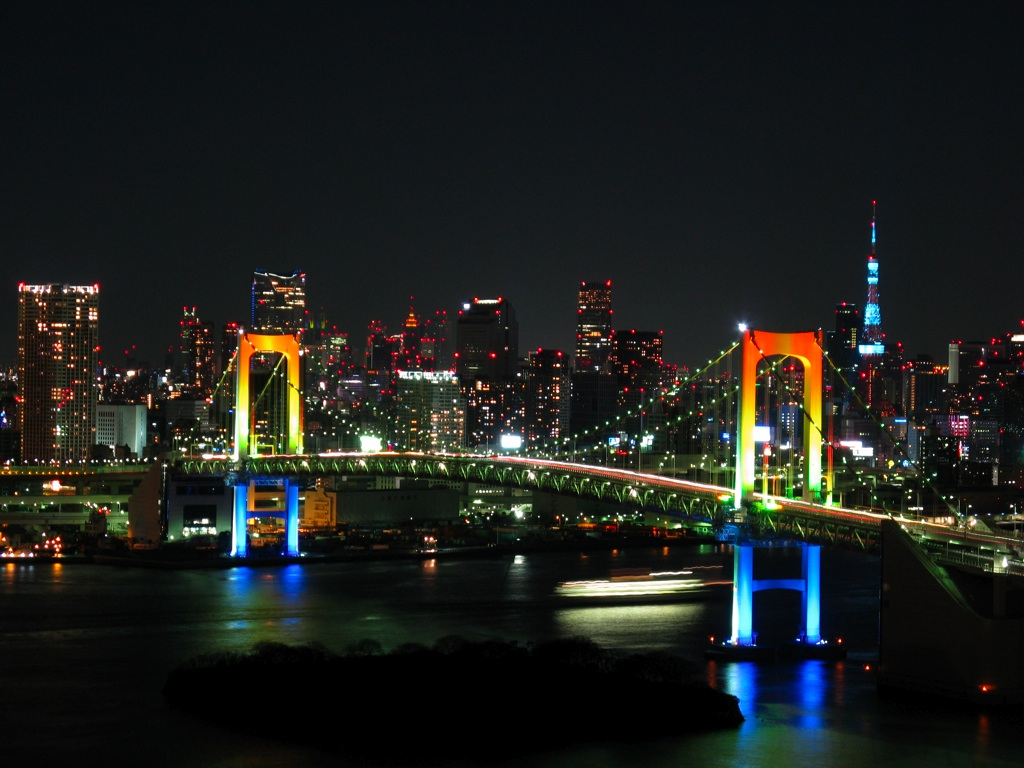
جسر قوس قزح

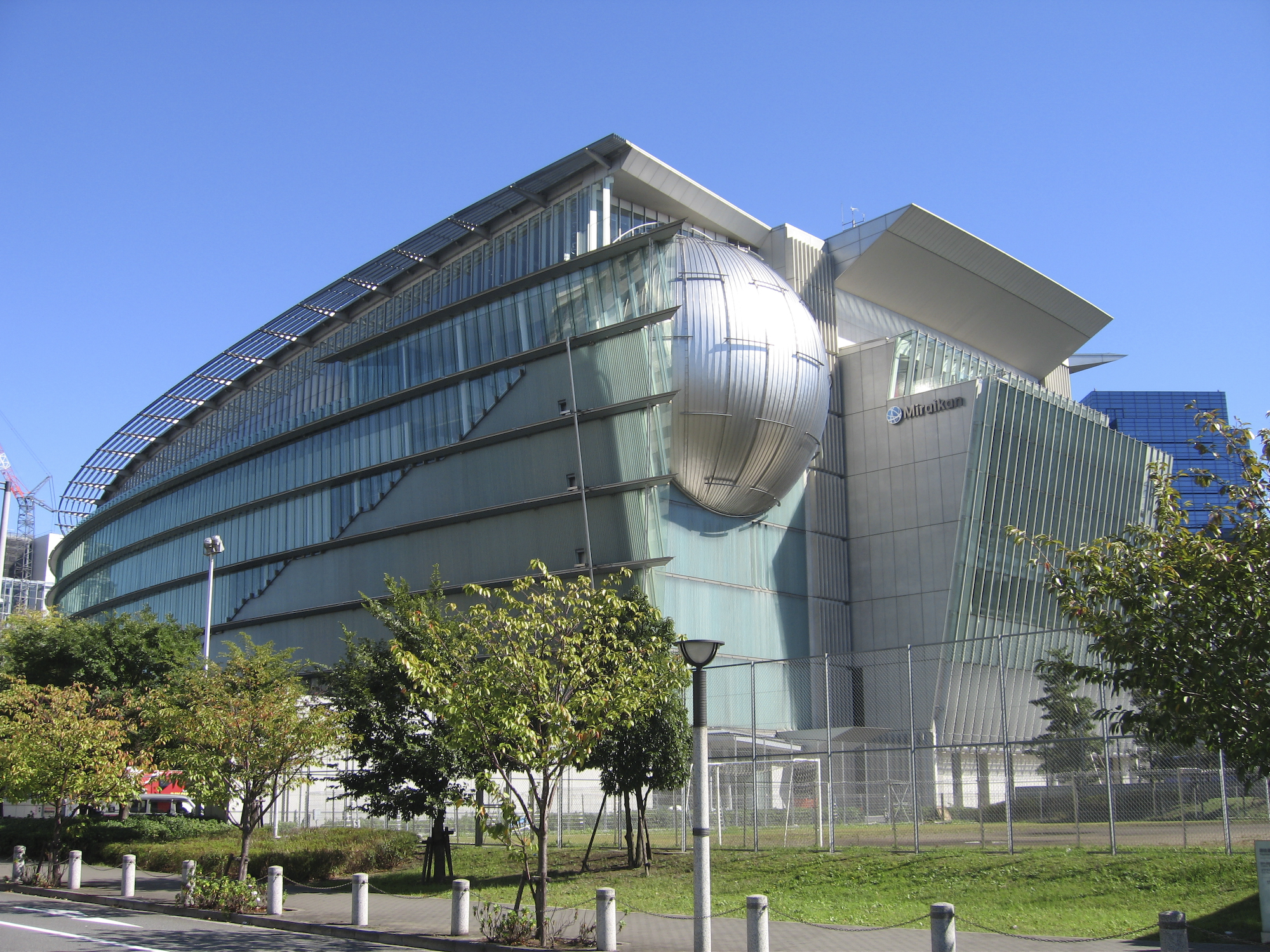
متحف ميرايكان

لمنطقة أودايبا اليوم شعبية كبيرة في مجال التسوق والنزهة لسكان طوكيو وللسياح على حد سواء. من أهم أماكن الجذب الرئيسية:
- تلفزيون فوجي مع شكل الاستوديوهات المميزة من تصميم كينزو تانغه
- مركز تسوق أكوا سيتي
- نسخة من تمثال الحرية
- واحد من شاطئين في منطقة طوكيو (غير مخصص للسباحة)
- جسر قوس قزح يربط أودايبا بقلب طوكيو
- ميغاويب، قاعة عرض للسيارات من طراز تويوتا
- متحف ميرايكان، المتحف الوطني للعلوم والإبداع
- متحف للعلوم البحرية
- مركز طوكيو الدولي للمعارض
- تمثال غوندام بمقياس حقيقي

## وصلات خارجية
- ويكي-السفر
- خريطة لأودايبا مع الأماكن السياحية
- الخريطة التاريخية من 1892
- شريط فيديو عن أودايبا